# Svein Thøgersen
Svein Thøgersen, né le 23 juin 1946 à Sarpsborg, est un rameur d'aviron norvégien.

## Carrière
Svein Thøgersen participe aux Jeux olympiques d'été de 1972 et remporte la médaille d'argent en deux de couple avec Frank Hansen.